# Eugène-Jean Chapleau
Eugène-Jean-Alexandre Chapleau, né le 20 octobre 1882 à Paimbœuf et mort 9 juillet 1969, est un peintre fresquiste postimpressionniste et fauve de l’entre-deux guerres, installé au Croisic à partir de 1943.

## Biographie
Son atelier, acheté par le peintre en 1932, est l’ancien hôpital du Croisic, légué à la commune en 1996 par Simone Chapleau, l’épouse du peintre.

## Œuvre
« C'est le peintre des fleurs éclatantes et des paysages bretons auxquels il a consacré la dernière partie de sa vie ».

## Pour approfondir